# جينيفر لويس
جينيفر لويس (بالإنجليزية: Jennifer A. Lewis) (مواليد 1964) عالمة ومهندسة مواد أمريكية، اشتهرت بأبحاثها حول التجميع الغروي للسيراميك والطباعة ثلاثية الأبعاد للمواد الوظيفية والهيكلية والبيولوجية. 

## التعليم والعمل
تخرّجت لويس بدرجة البكالوريوس من جامعة إلينوي في أوربانا شامبين مع مرتبة الشرف العالية في هندسة السيراميك عام 1986؛ وحصلت على شهادة الدكتوراه في علوم الخزف من معهد ماساتشوستس للتكنولوجيا عام 1991 وكان عنوان رسالتها عمليات توزيع الرابط في الأشرطة الخزفية الخضراء أثناء التحلل الحراري. من عام 1990 إلى عام 1997 كانت أستاذة مساعدة في جامعة إلينوي، وكانت أيضًا أستاذة بحثية في معهد بيكمان للعلوم والتكنولوجيا المتقدمة. 
حصلت لويس على ترقية لأستاذ مشارك عام 1997 ثم إلى أستاذ عام 2003. شاركت عام 2002 في تحرير كتاب Polymers in Particulate Systems: Properties and Applications وساهمت فيه أيضًا بكتابة فصل بعنوان «المواد الهلامية المملوءة بالغروانية: نهج جديد لتصنيع السيراميك»  في عام 2007 أصبحت مديرة مختبر فريدريك سيتز لأبحاث المواد. 
عام 2013 انتقلت إلى جامعة هارفارد أستاذة في الهندسة المستوحاة بيولوجيًا في كلية هارفارد للهندسة والعلوم التطبيقية.

## الأبحاث
يعمل مختبر لويس على التجميع الموجه للمواد الوظيفية اللينة. يتضمن هذا العمل الموائع الدقيقة، وتركيب المواد، والسوائل المعقدة، والتجميع الآلي لتصميم المواد الوظيفية. تعمل لويس على تطوير مواد جديدة يمكن استخدامها في تطبيقات محتملة مثل الإلكترونيات المطبوعة، والموجِّهات الموجية، والسقالات ثلاثية الأبعاد وبنى الأوعية الدموية الدقيقة للخلايا وهندسة الأنسجة. اعتبارًا من أوائل عام 2017، ألّفت لويس أكثر من 160 بحثًا وحصلت على 11 براءة اختراع، بما في ذلك براءات اختراع متنوعة في طرق الطباعة ثلاثية الأبعاد للأنسجة البشرية الوظيفية  وخلايا البطارية الصغيرة. 
أسست لويس مؤسسة Voxel8، وهي شركة تُصنّع منصات الطباعة ثلاثية الأبعاد، قادرة على طباعة مواد وظيفية جديدة، ومن بين مستثمريها In-Q-Tel  و Braemar Energy Ventures.  أنشأت فوكسيل8 أول طابعة إلكترونية ثلاثية الأبعاد متعددة المواد في العالم. في يناير 2015، قالت لويس في حديث لبيزنيس واير: «تستفيد شركة فوكسيل8 من أبحاث أجريت على مدى أكثر من عقد، ما نتج عنه الحصول على 17 براءة اختراع (10 صادرة) تتعلق بالمواد الوظيفية ورؤوس الطباعة والعمليات الأخرى للطباعة ثلاثية الأبعاد، من مختبري.... يوفر عملنا الأساس لجهود فوكسيل8 لإحداث ثورة في الطباعة ثلاثية الأبعاد متعددة المواد.»
أسست لويس أيضًا مؤسسة إلكترونيكس، وهي شركة تنتج حبرًا فضيًا تفاعليًا يستخدم في سوق الإلكترونيات المطبوعة، وكذلك في أسواق الطب الحيوي والدوائر الإلكترونية. أطلقت الشركة حملة كيك ستارتر في 20 نوفمبر 2013 بهدف جمع 85000 دولار للمساعدة في إنتاج قلم يسمى سيركيت سكرايب Circuit Scribe يمكنه إنشاء دوائر إلكترونية. بعد خمسة عشر يومًا فقط من الحملة، تعهّد الداعمون بدفع مبلغ 451،698 دولارًا للمنتَج. عندما أغلقت الحملة في 31 ديسمبر 2013، كان إجمالي ما تم جمعه 674،425 دولارًا لصالح أبحاث سيركيت سكرايب من 12،277 مؤيد للمشروع. 
تم الاستشهاد بمنشوراتها أكثر من 30 ألف مرة من قبل علماء آخرين.

## الجوائز والتكريمات
لويس عضو في الأكاديمية الأمريكية للفنون والعلوم (انتُخبت عام 2012)، والأكاديمية الوطنية للهندسة (انتُخبت عام 2017)، والأكاديمية الوطنية للعلوم (انتُخبت عام 2018).  وهي أيضًا زميلة في جمعية الخزف الأمريكية والجمعية الفيزيائية الأمريكية وجمعية أبحاث المواد. حصلت على جائزة زمالة هيئة التدريس الرئاسي لمؤسسة العلوم الوطنية (1994)، وجائزة مؤسسة شلمبرجير (1995)، وجائزة برونور وجائزة روبرت ب.سوسمان من جمعية الخزف الأمريكية (2003 ؛ 2016)، وميدالية جمعية أبحاث المواد (2012) )، وجائزة Langmuir Lecture من الجمعية الكيميائية الأمريكية (2009)
عام 2014، صنفتها مجلة فورين بوليسي واحدةً من «100 مفكرة عالمية رائدة» لذات العام.
عام 2019، حصلت لويس على درجة الدكتوراه الفخرية في العلوم من جامعة إدنبرة.

## روابط خارجية
- موقع Jennifer A. Lewis في Harvard SEAS
- موقع Lewis Lab في Harvard SEAS